# Val de Lambronne
Val de Lambronne  est une commune nouvelle française créée le 1er janvier 2016 et située dans le département de l'Aude en région Occitanie.
Elle est issue du regroupement des deux communes de Caudeval et Gueytes-et-Labastide, qui est devenue une commune déléguée.
Val de Lambronne est une commune rurale qui compte 171 habitants en 2022.

## Géographie

### Description

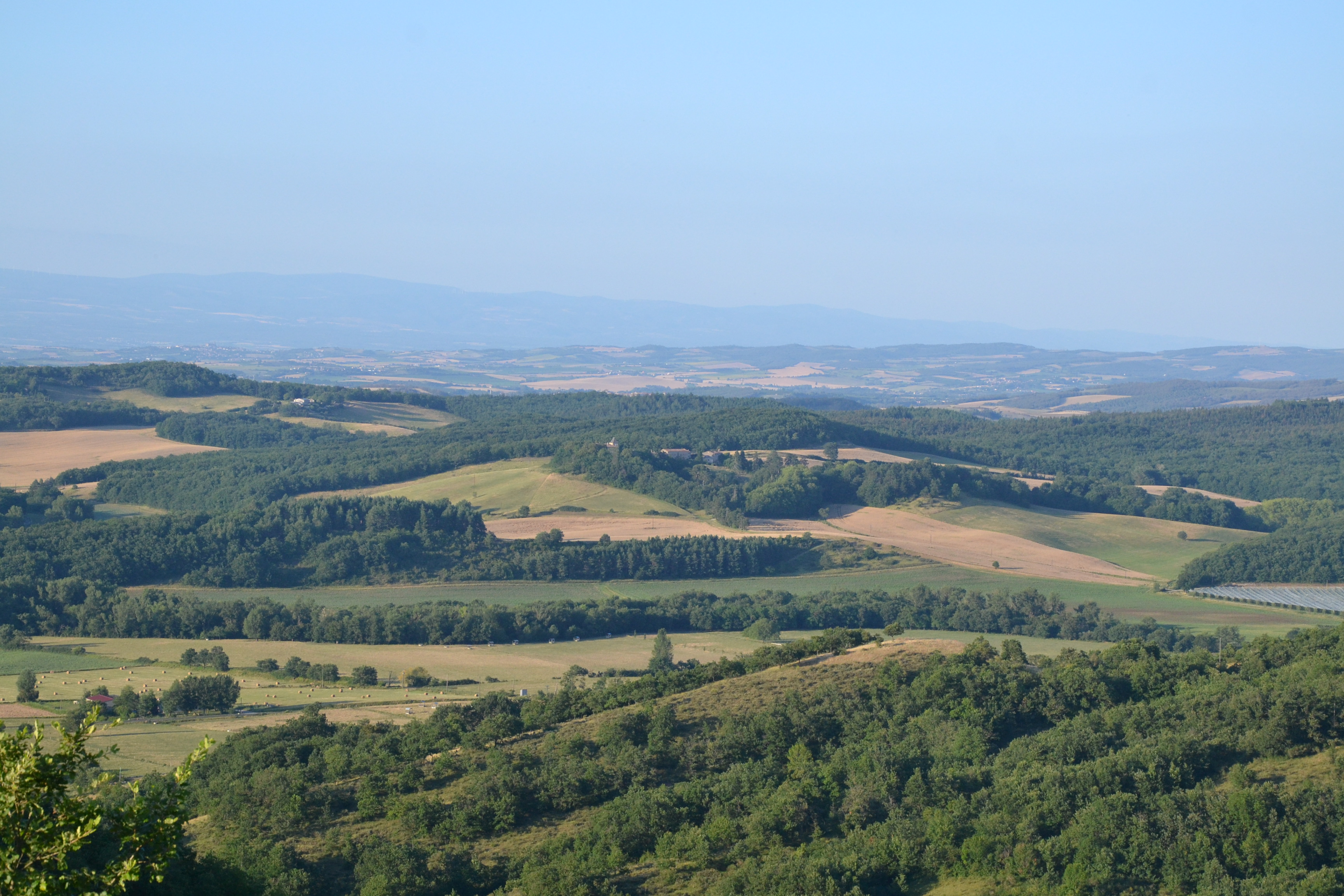
Vue sur la vallée de l'Ambronne. Au centre, le château et la chapelle de Labastide d'Enrichard (commune de Val de Lambronne). En arrière-plan, la Montagne Noire.

Val de Lambronne est une commune rurale du Razès dans l'Aude, limitrophe du département de l'Ariège, située à 30 km à vol d'oiseau à l'est  de Pamiers, 74 km au sud-est de Toulouse, 27 km au sud de Castelnaudary, 34 km au sud-ouest de Carcassonne, 17 km à l'ouest de Limoux et 85 km au nord-ouest de Perpignan.
Elle est desservie par l'ancienne route nationale 626 (actuelle RD 626) reliant Mimizan-Plage à Ajac.

### Communes limitrophes
Les communes limitrophes sont  Cazals-des-Baylès, Corbières, Escueillens-et-Saint-Just-de-Bélengard, Lignairolles, Moulin-Neuf, Peyrefitte-du-Razès, Seignalens et Tréziers.
| Cazals-des-Baylès (Ariège) | Seignalens       | Lignairolles                           |
| Moulin-Neuf (Ariège)       | Val de Lambronne | Escueillens-et-Saint-Just-de-Bélengard |
| Tréziers                   | Corbières        | Peyrefitte-du-Razès                    |

### Hydrographie
La commune est dans le bassin de la Garonne, au sein du bassin hydrographique Adour-Garonne. Elle est drainée par l'Ambrone, le ruisseau de Corbières, le ruisseau de la Canelle, le ruisseau de Saint-Jean et par divers petits cours d'eau, qui constituent un réseau hydrographique de 13 km de longueur totale,.
L'Ambronne, d'une longueur totale de 22,38 km, prend sa source dans la commune de Saint-Benoît et s'écoule du sud-est vers le nord-ouest. Il traverse la commune et se jette dans l'Hers-Vif à Moulin-Neuf, après avoir traversé 5 communes.

### Climat
Pour des articles plus généraux, voir Climat de l'Occitanie et Climat de l'Aude.
En 2010, le climat de la commune est de type climat océanique altéré, selon une étude s'appuyant sur une série de données couvrant la période 1971-2000. En 2020, Météo-France publie une typologie des climats de la France métropolitaine dans laquelle la commune est exposée à un climat de montagne ou de marges de montagne et est dans la région climatique Pyrénées orientales, caractérisée par une faible pluviométrie, un très bon ensoleillement (2 600 h/an), un air sec, particulièrement en hiver et peu de brouillards.
Pour la période 1971-2000, la température annuelle moyenne est de 12,7 °C, avec une amplitude thermique annuelle de 15,7 °C. Le cumul annuel moyen de précipitations est de 871 mm, avec 9,7 jours de précipitations en janvier et 5,9 jours en juillet. Pour la période 1991-2020, la température moyenne annuelle observée sur la station météorologique la plus proche, située sur la commune d'Alaigne à 10 km à vol d'oiseau, est de 14,0 °C et le cumul annuel moyen de précipitations est de 673,6 mm,. Pour l'avenir, les paramètres climatiques de la commune estimés pour 2050 selon différents scénarios d’émission de gaz à effet de serre sont consultables sur un site dédié publié par Météo-France en novembre 2022.

## Urbanisme

### Typologie
Au 1er janvier 2024, Val de Lambronne est catégorisée commune rurale à habitat dispersé, selon la nouvelle grille communale de densité à 7 niveaux définie par l'Insee en 2022.
Elle est située hors unité urbaine et hors attraction des villes,.

### Risques majeurs
Le territoire de la commune de Val de Lambronne est vulnérable à différents aléas naturels : météorologiques (tempête, orage, neige, grand froid, canicule ou sécheresse) et séisme (sismicité faible). Il est également exposé à un risque technologique, la rupture d'un barrage. Un site publié par le BRGM permet d'évaluer simplement et rapidement les risques d'un bien localisé soit par son adresse soit par le numéro de sa parcelle.

#### Risques naturels

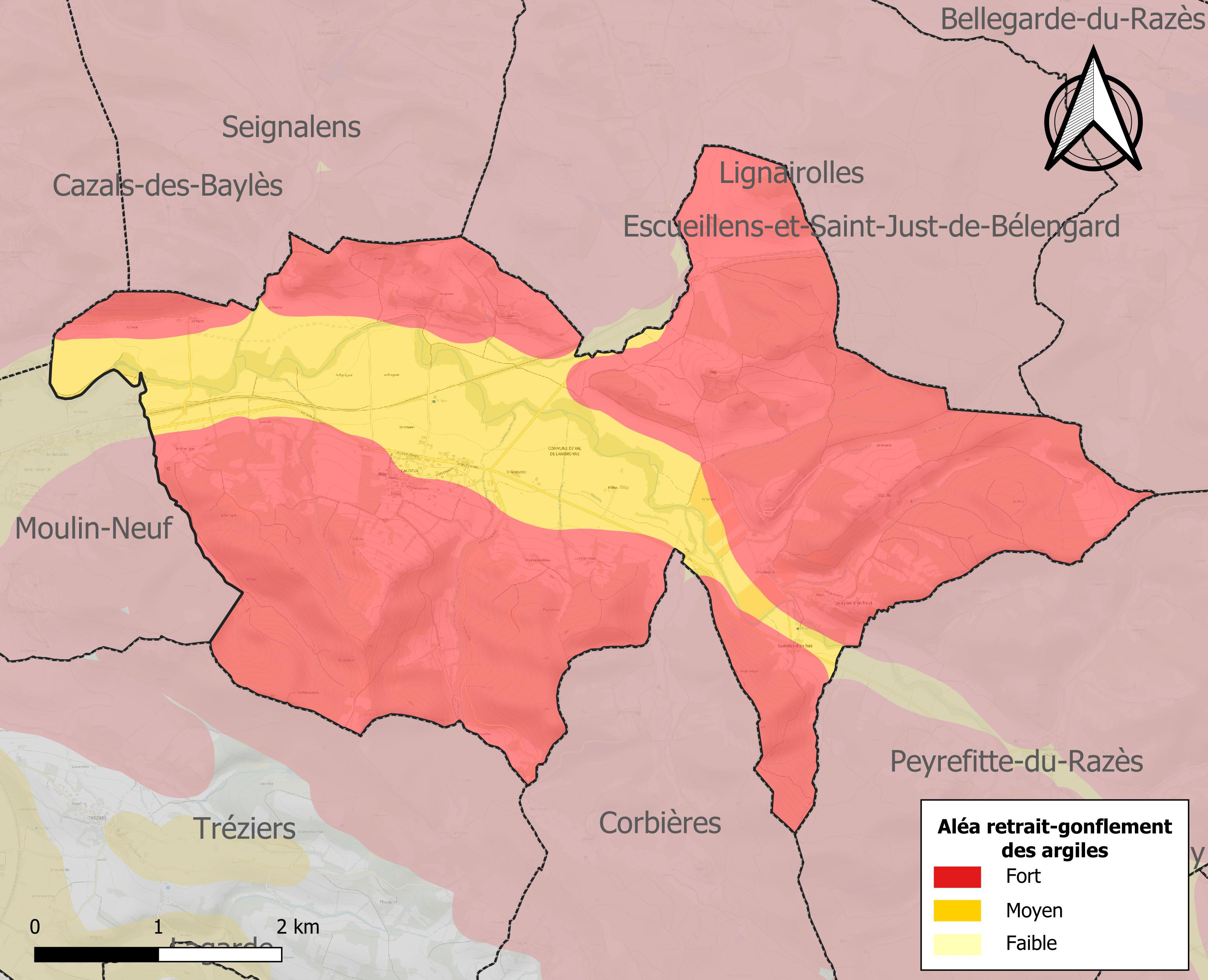
Carte des zones d'aléa retrait-gonflement des sols argileux de Val de Lambronne.

Le retrait-gonflement des sols argileux est susceptible d'engendrer des dommages importants aux bâtiments en cas d’alternance de périodes de sécheresse et de pluie. La totalité de la commune est en aléa moyen ou fort (75,2 % au niveau départemental et 48,5 % au niveau national). Sur les 131 bâtiments dénombrés sur la commune en 2019, 131 sont en aléa moyen ou fort, soit 100 %, à comparer aux 94 % au niveau départemental et 54 % au niveau national. Une cartographie de l'exposition du territoire national au retrait gonflement des sols argileux est disponible sur le site du BRGM,.

#### Risques technologiques
La commune est en outre située en aval du barrage de Montbel, un ouvrage de classe A situé dans le département de l'Ariège. À ce titre elle est susceptible d’être touchée par l’onde de submersion consécutive à la rupture de cet ouvrage.

## Histoire
La commune nouvelle  a été créée sur demande des deux conseils municipaux  par un arrêté préfectoral du 12 novembre 2015 qui a pris effet le 1er janvier 2016 et transformé Gueytes-et-Labastide en commune déléguée,,.

## Politique et administration

### Rattachements administratifs
La commune se trouve dans l'arrondissement de Limoux du département de l'Aube.
Pour les élections départementales, la commune fait partie du canton de la Haute-Vallée de l'Aude
Pour l'élection des députés, elle fait partie de la troisième circonscription de l'Aude.

### Intercommunalité
Val de Lambronne est membre de la communauté de communes des Pyrénées Audoises, un établissement public de coopération intercommunale (EPCI) à fiscalité propre créé en 2014, comme l'étaient les deux anciennes communes. Cette intercommunalité exerce un certain nombre de ses compétences, dans les conditions déterminées par le code général des collectivités territoriales.

### Liste des maires
| Période      | Période                        | Identité          | Étiquette | Qualité                         |
| ------------ | ------------------------------ | ----------------- | --------- | ------------------------------- |
| janvier 2016 | mai 2020                       | Josette Fontaneau | SE        | Maire de Caudeval (2009 → 2015) |
| mai 2020     | automne 2022                   | Paul Coëffard     |           | Agriculteur                     |
| octobre 2022 | En cours (au 16 décembre 2022) | Sylvie Bringuier  |           | Sans profession                 |

## Population et société

### Démographie
La population des anciennes communes puis de la commune nouvelle est connue par les recensements menés régulièrement par l'Insee. Ces chiffres concernent le territoire de l'actuelle commune nouvelle.
En 2025, la commune nouvelle comptait 171 habitants.
| 1968 | 1975 | 1982 | 1990 | 1999 | 2008 | 2013 | 2019 |
| ---- | ---- | ---- | ---- | ---- | ---- | ---- | ---- |
| 179  | 176  | 165  | 169  | 180  | 208  | 207  | 170  |

## Culture locale et patrimoine

### Lieux et monuments
Le patrimoine architectural de la commune comprend un immeuble protégé au titre des monuments historiques : 
- Le château de Caudeval.

On peut également signaler
- Église Sainte-Madeleine de Gueytes-et-Labastide.
- Église Saint-Hilaire de Val de Lambronne.

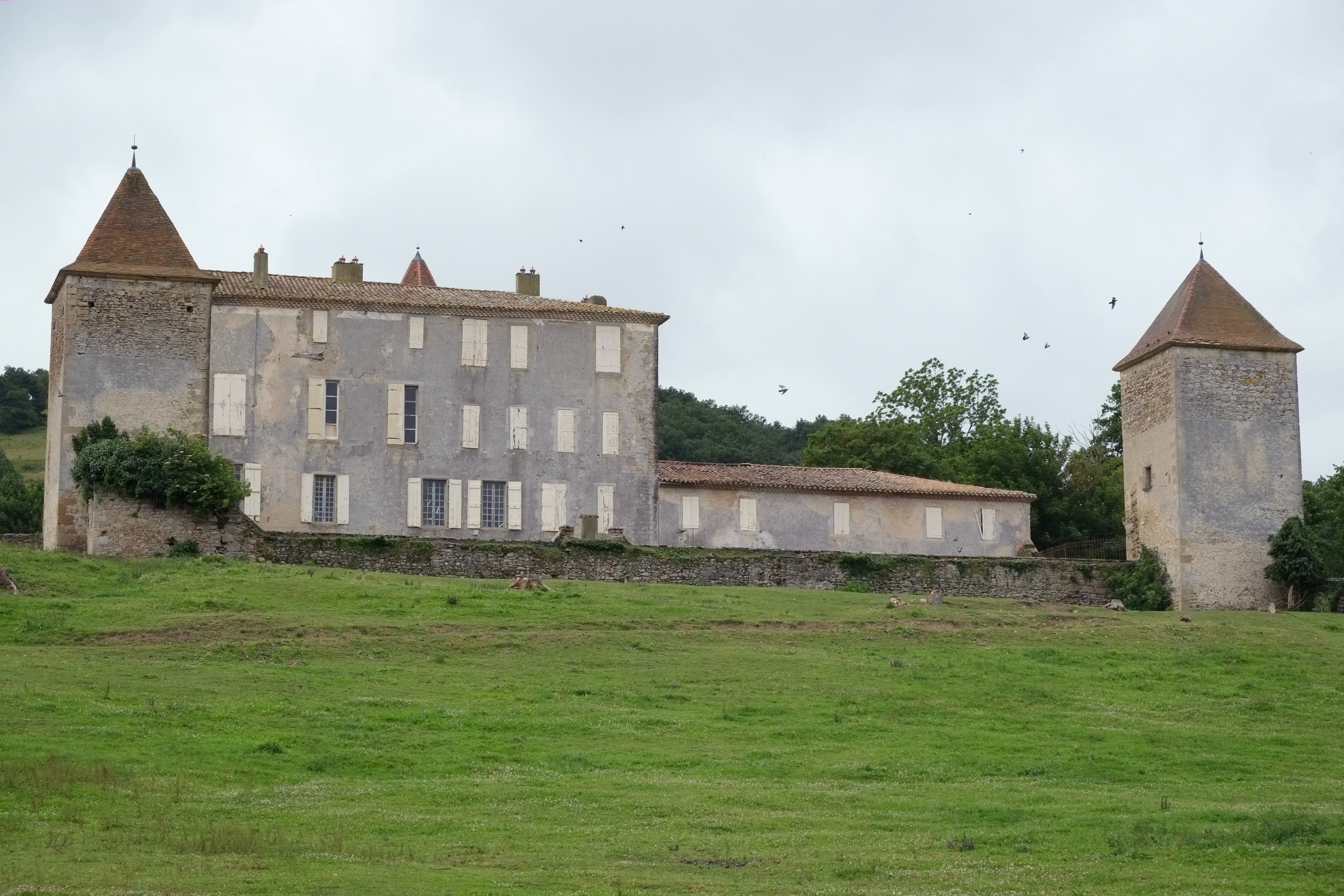
Le château de Caudeval.
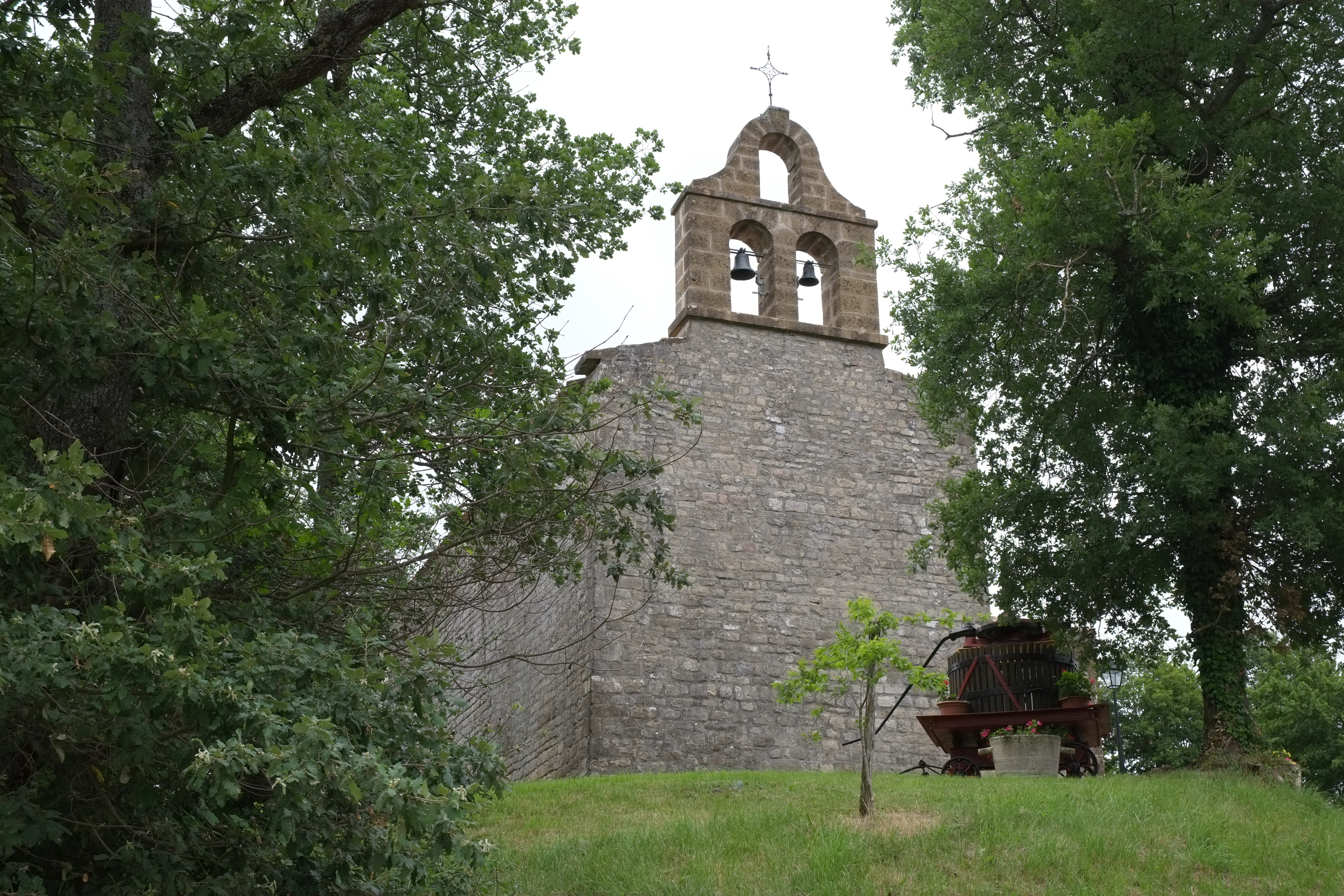
Église Sainte-Madeleine de Gueytes-et-Labastide.
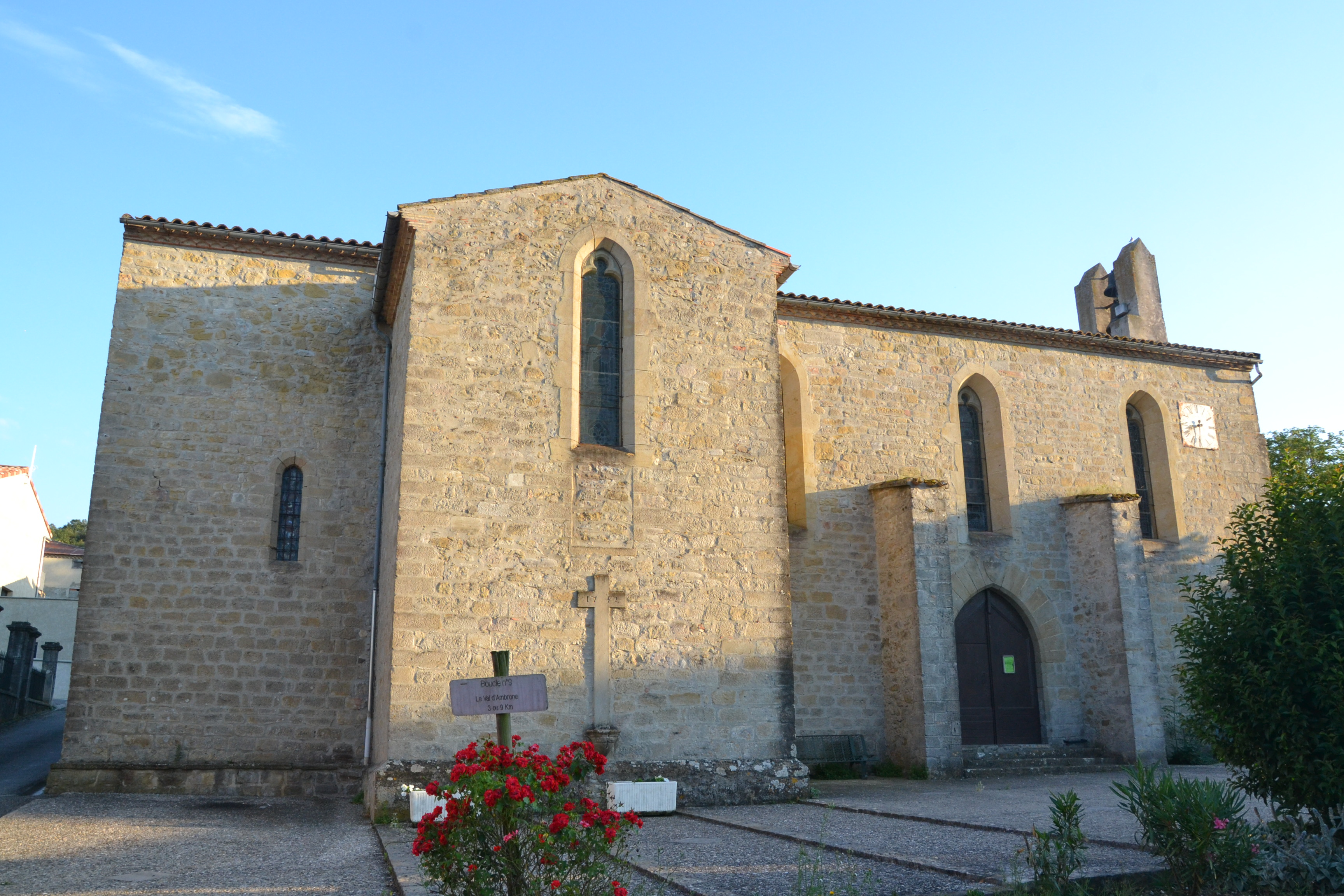
Église Saint-Hilaire de Val de Lambronne.